# Sarascelis luteipes
Sarascelis luteipes là một loài nhện trong họ Palpimanidae. Loài này được phát hiện ở Congo en Sao Tomé.